# Kulcsod
Kulcsod (szlovákul Kľúčovec) község Szlovákiában, a Nagyszombati kerületben, a Dunaszerdahelyi járásban.

## Fekvése
Dunaszerdahelytől 28 km-re délkeletre a Duna bal partján, a Csiliz patak torkolatánál fekszik. A Duna és a Csiliz patak között elterülő terület a Csilizköz, a Csallóköz gazdag szigetvilágának  tájegysége. A nagy folyó áradásai gyakran nehezítik a község életét, de a folyó közelsége az évszázadok során megélhetést is biztosított az itt lakóknak.

## Élővilága
Kulcsodon két gólyafészket tartottak nyilván. A templomhoz közel lévőben 2013-ban 3, 2014-ben 4, 2015-ben 3, 2016-ban 1, 2017-ben 2, 2018-2019-ben 3, 2020-ban 2, 2021-ben 3, 2022-ben 4, 2023-ban 1 és 2024-ben 3 fiókát számoltak össze.

## Története
1252-ben "Kwichud" néven említik először, amikor IV. Béla király a faluban a turóci prépostságnak birtokokat adott.  Az Árpád-korban királyi udvarnokok faluja volt, a komáromi váruradalomhoz tartozott. Lakói hajózásból, halászatból, földművelésből éltek. A 13. század végén a Cseszneky család rendelkezett itt birtokokkal. 1405-ben Luxemburgi Zsigmond oklevélben erősítette meg a kulcsodi nemeseket régi kiváltságaikban. 1535-ben I. Ferdinánd a Pannonhalmi Bencés Főapátságnak adományozta, akik 1848-ig megőrizték a falu feletti birtokjogukat. Lakói a 16. században a református hitre tértek és ezt végig megtartották. 1784-ben 231 lakost számláltak a községben, 1850-re ez a szám 320-ra emelkedett.

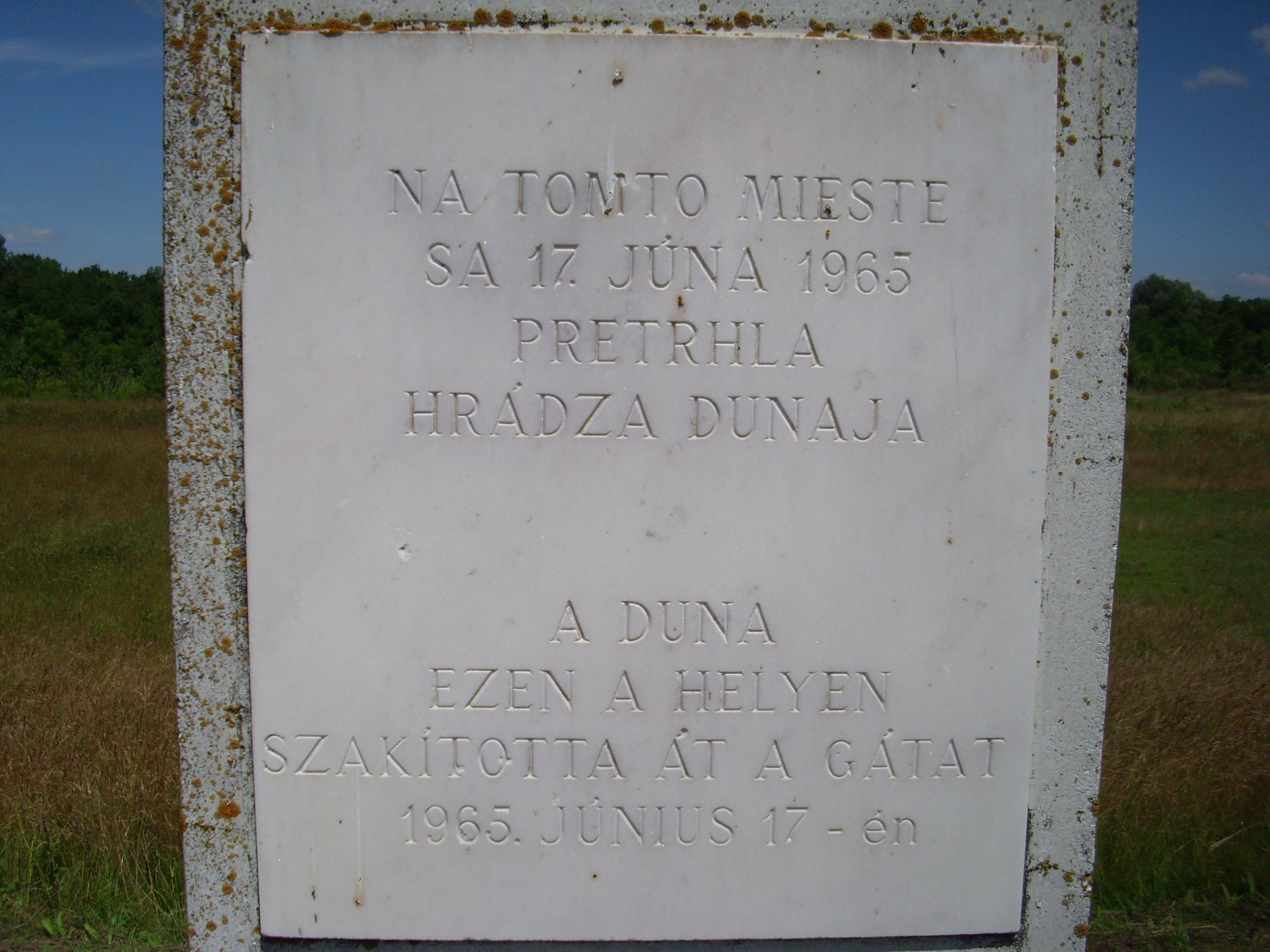
Az 1965-ös, dunai gátszakadás emléktáblája

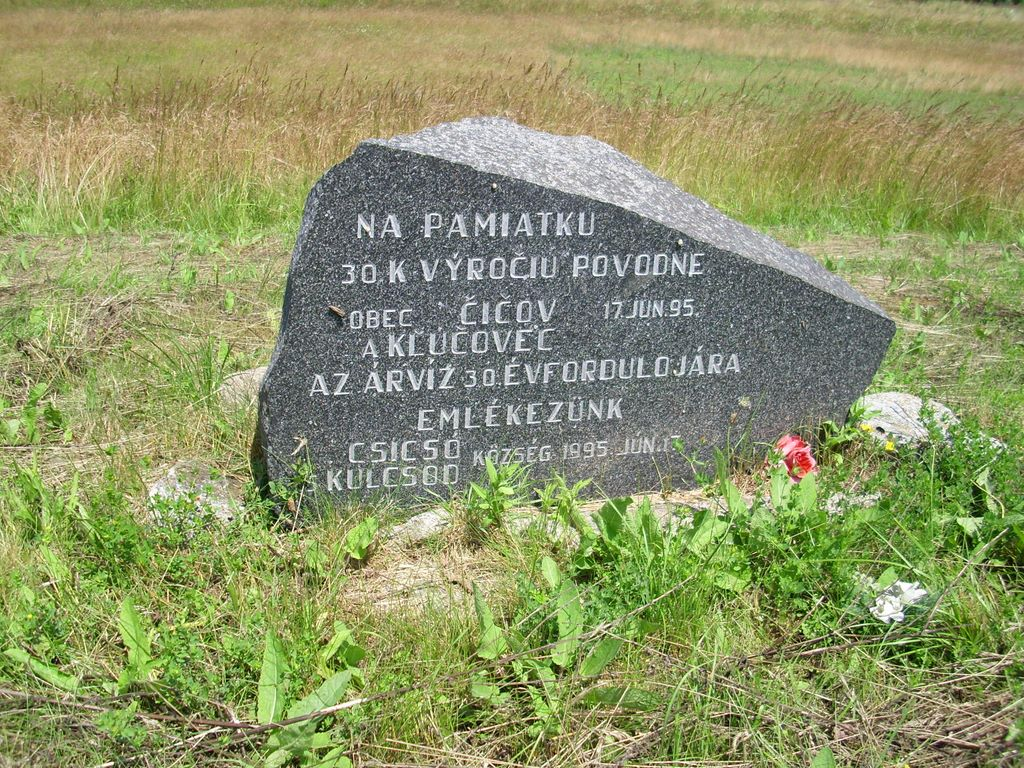
1965-ös szakítási emlékmű.jpg

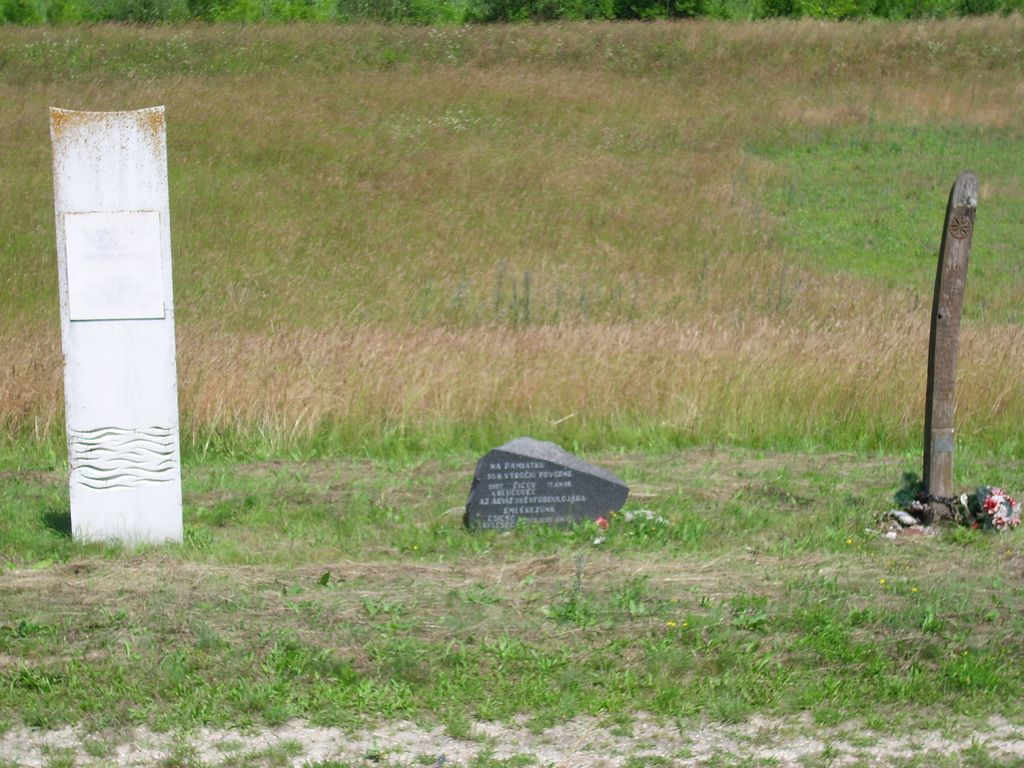
Szakítási emlékművek Kulcsodnál.jpg

Vályi András 1792-ben így ír a községről: "Kulcsod Magyar falu Győr Várm. földes Ura a’ Religyiói Kintstár, az előtt a’ Sz. Mártonyi Benedictinus Atyáknak birtokok vala, lakosai reformátusok, fekszik 464 holdon, Győrhöz 1 1/2, Szerdahelyhez 2 1/2 mértföldnyire, határja egy nyomásbéli, búzát leg inkább terem, legelője jó, réttye középszerű, erdője nints, nádgya elég, híres a’ kenderéről."
A község a 19. század második felében gyors fejlődésnek indult, de 1876-ban és 1880-ban nagy árvizek pusztították. Ezután elkezdődtek a Duna szabályozási munkálatai. 1892-ben felépült a község új iskolája.
A trianoni békeszerződésig Győr vármegye Tószigetcsilizközi járásához tartozott. Ezután Csehszlovákia része lett, elvágva a legnagyobb közeli várostól, Győrtől. 1938-ban a község visszakerült Magyarországhoz, fejlődésére serkentőleg hatott a medvei Dunahíd 1942-es megnyitása. Az 1945-ös megszállást követően sok magyar lakost deportáltak a faluból. 1951-ben megalakult a termelőszövetkezet. 1957-ben bevezették a villanyt. 1958-ban új iskola épült, amelyben 1976-ban megszűnt az oktatás. 1965. június 17-én a töltés átszakadása után a falut hatalmas árvíz pusztította el, amely után tulajdonképpen újjá kellett építeni. A kultúrház 1980-ban épült.

## Népessége
| Év:            | 1994. | 2004.   | 2014.   | 2024.   |
| -------------- | ----- | ------- | ------- | ------- |
| Emberek száma: | 359   | 387     | 365     | 345     |
| Eltérés:       |       | +7,79 % | -5,68 % | -5,47 % |

| Év:            | 2023. | 2024.   |
| -------------- | ----- | ------- |
| Emberek száma: | 348   | 345     |
| Eltérés:       |       | -0,86 % |

1910-ben 411, túlnyomórészt magyar anyanyelvű lakosa volt.
2011-ben 368 lakosából 344 magyar és 16 szlovák volt.
2021-ben 362 lakosából 305 (+11) magyar, 43 (+3) szlovák, 6 (+1) egyéb és 8 ismeretlen nemzetiségű volt.

## Neves személyek
- Itt született 1893-ban Kúr Géza református pap, egyháztörténész.
- Itt született 1928-ban Gáspár Tibor történész, komáromi tanár.
- Itt szolgált Galambos László (1860-1942) református lelkész.[6]

## Nevezetességei

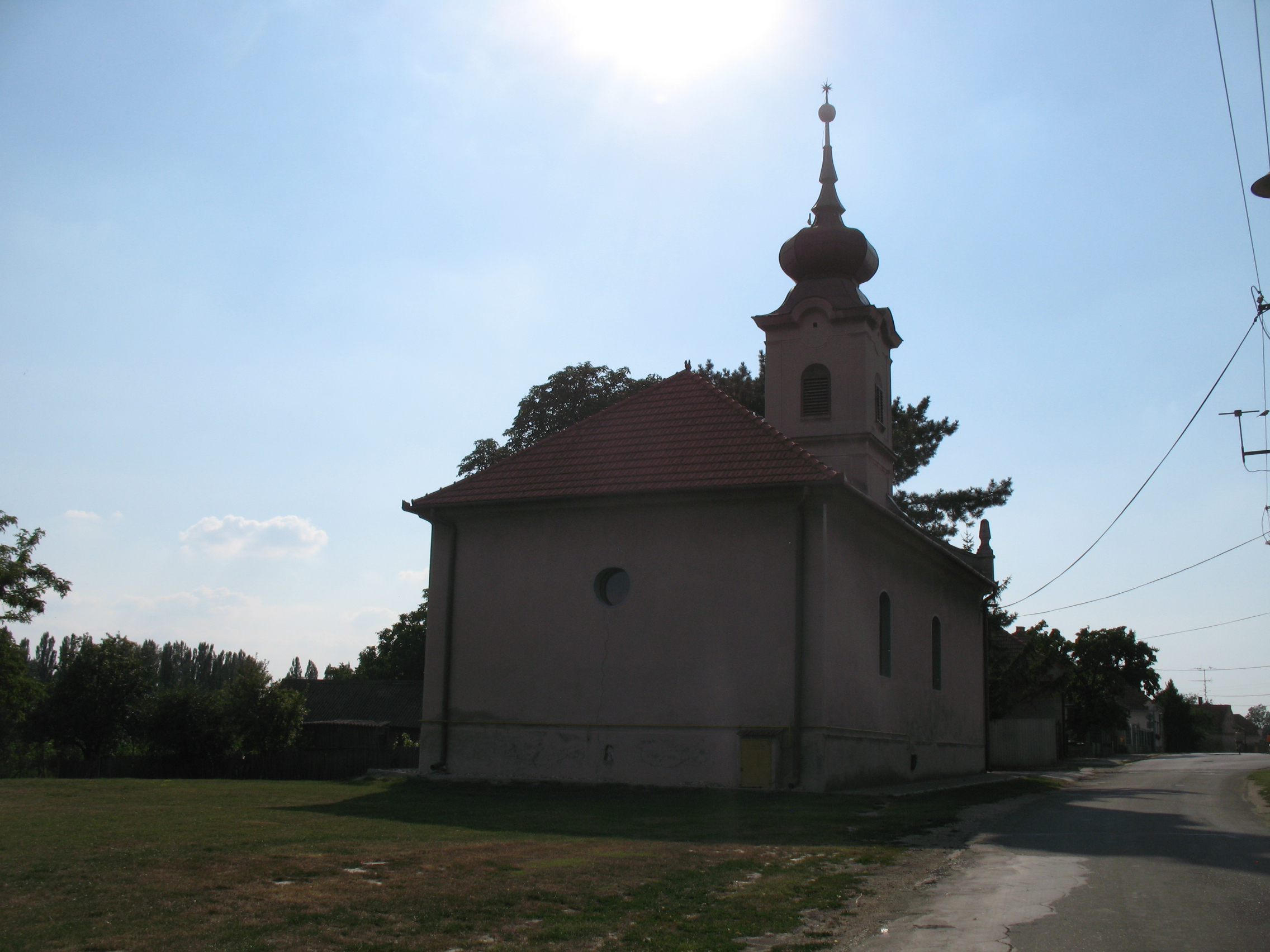
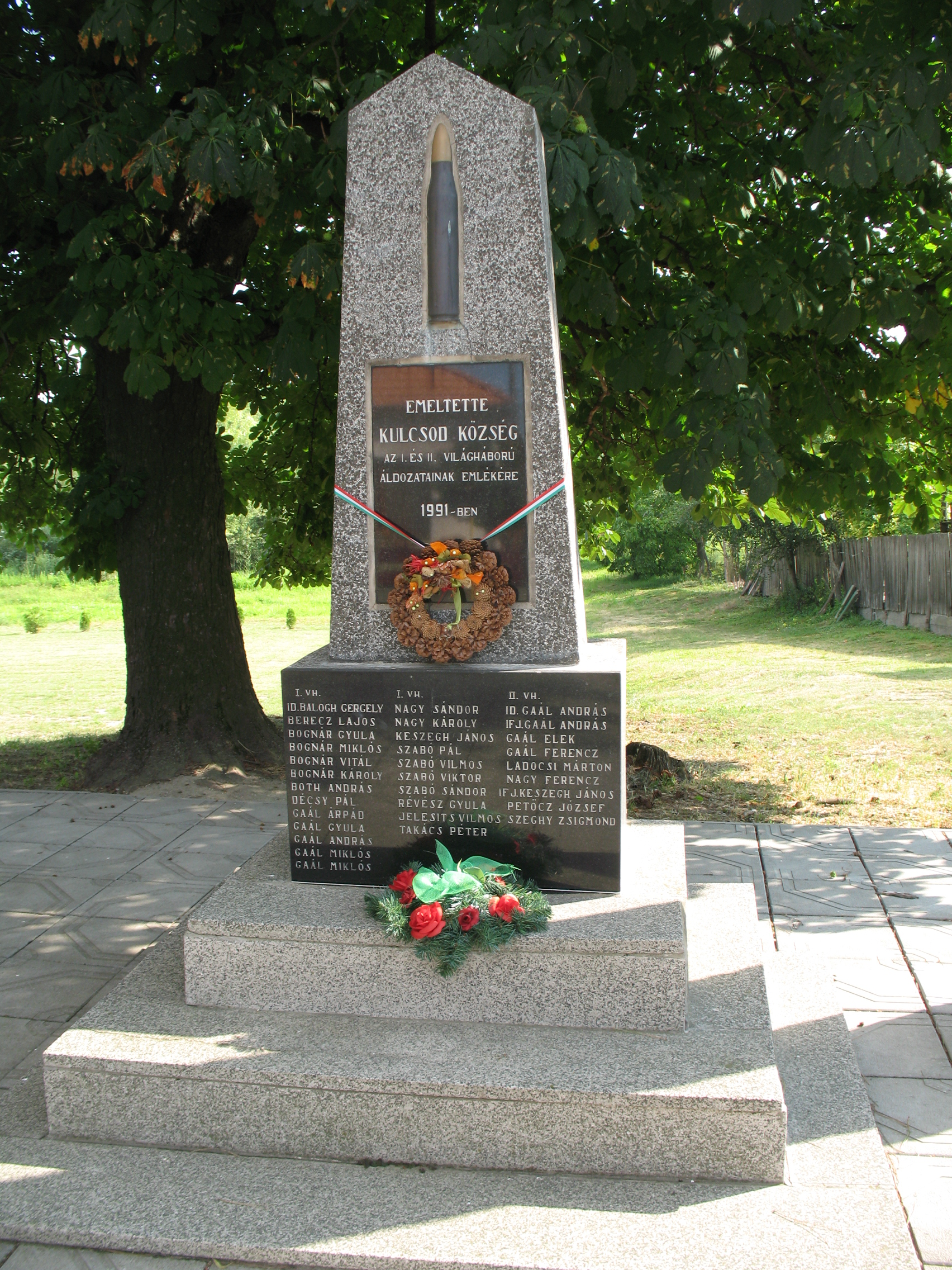
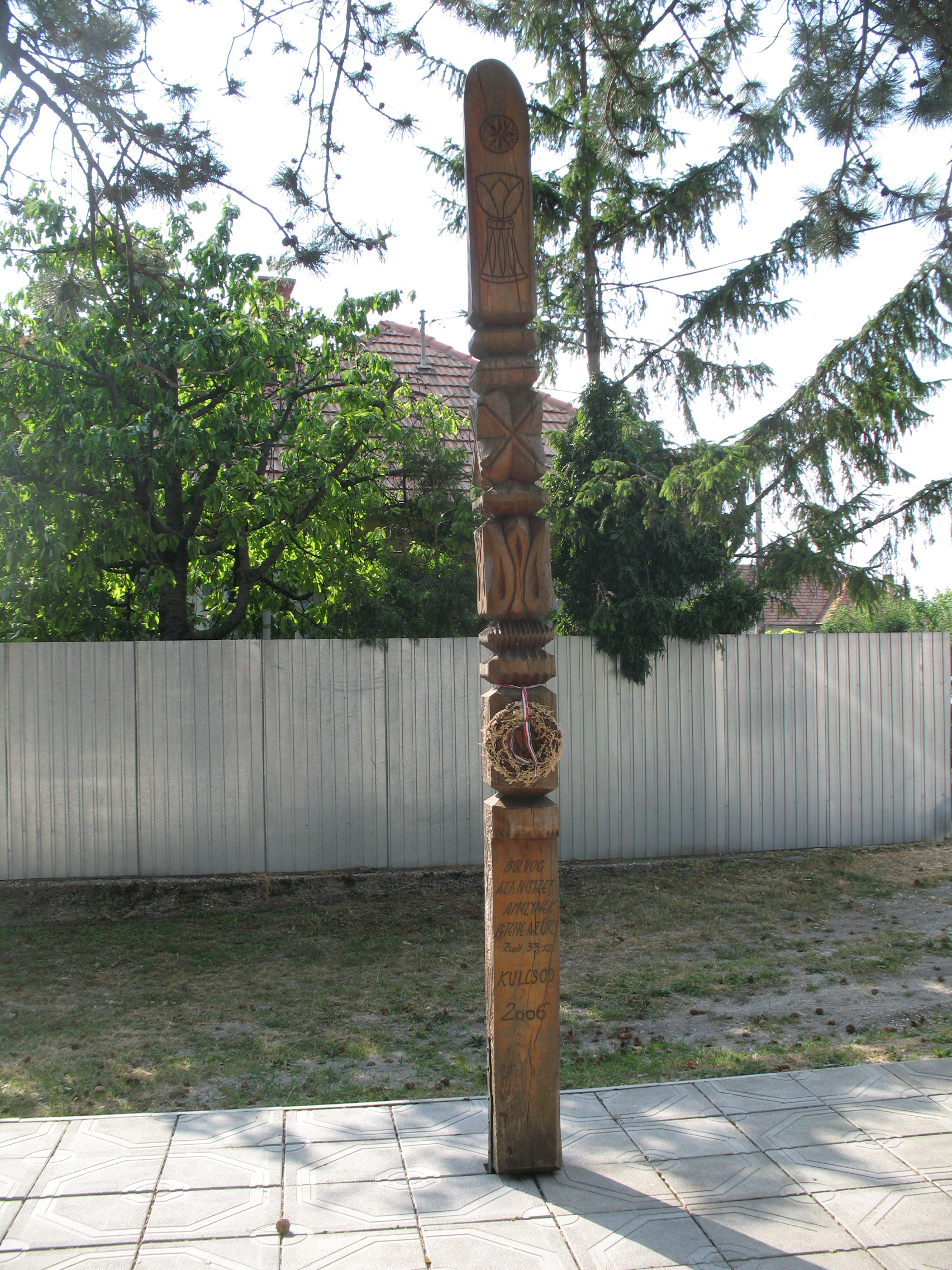

1847-ben klasszicista stílusban épített református temploma, amelyet 1885-ben átépítettek.

## Megújuló energia
2010. március 17-én avatták fel az első szlovákiai naperőmű-parkot.
A Solarland beruházó társaság a Samsungtól rendelte a napelem-paneleket. A falu határában ezentúl 2020 darab PV-napelem alakítja villamos energiává a Nap energiáját, a telep 445 kW-nyi beépített névleges összteljesítményű, évente pedig több mint 480 MWh villamos energiát termelhet. Ez körülbelül 150 háztartás átlagos (3,5 MWh/év) fogyasztása. (Bár ez csak a falu teljes áramigénye, mégis bombaüzlet, mivel a szlovák állam rendeletére, az áramszolgáltató a megújuló energiát ötszörös áron köteles átvenni a hagyományoshoz képest, mintegy 43 €cent/kWh-ért. Ilyenformán 10 év alatt megtérül a befektetés, a következő 10-15 évben már tiszta profitot termel.)
Másfél évvel ezelőtt kezdtek el gondolkodni a közel 1 millió eurós  beruházáson. A jövőben itt kitermelhető energia azt is jelenti, hogy ha ugyanezt a mennyiséget hagyományos módszerrel próbálnák kinyerni, az mintegy 300 tonna szén-dioxid kibocsátással járna, tehát ettől is megkímélnek a hasonló projektek.
A község adta el a befektetőnek a korábban szövetkezeti tulajdonban volt, mintegy 2 hektárnyi (a teljes terület mintegy hatszázad része) földterületet, valamint segítette a tereprendezésben. Ezentúl a község számára adóznak az építmény után, ami becslések szerint éves szinten mintegy 5-6 száz eurót jelenthet.  (Paraméter.sk nyomán)

## Külső hivatkozások
- Hivatalos oldal
- Községinfó
- Kulcsod Szlovákia térképén
- E-obce.sk Archiválva 2009. május 6-i dátummal a Wayback Machine-ben